# 伊藤保平
伊藤 保平（いとう やすへい、1882年〈明治15年〉8月26日 - 1965年〈昭和40年〉6月7日）は、明治末から昭和期の酒造家、実業家、政治家。西宮酒造（現・日本盛）社長、参議院議員。旧姓・大岡、幼名・佐吉郎。

## 経歴
兵庫県武庫郡西宮町浜之町（現・西宮市）で、酒樽製造業・大岡佐平治の二男として生まれる。1892年（明治25年）4月、西宮町三号地の酒造業・伊藤米蔵の養嗣子となり、同年、保平に改名した。1906年（明治39年）4月、慶應義塾大学部理財科を卒業した。
同年4月、共同火災保険（現在のあいおいニッセイ同和損害保険の前身のひとつ）に入社。1912年（明治45年）5月に家督を相続し、6月に西宮酒造取締役に就任した。1919年（大正8年）5月、同社取締役社長となる。兵庫県酒造組合連合会長、日本酒造組合中央会会長、日本醸造協会理事、中央物価委員会専門委員、酒類価格形成委員、大日本酒類販売相談役、中央酒類委員会委員、中央酒類取締役会長、同相談役、大蔵省煙草定価審議会委員なども務めた。
政界では、西宮市会議員に選出され、1933年（昭和8年）6月、同議長に就任した。戦後、1947年（昭和22年）4月の第1回参議院議員通常選挙に全国区から無所属で出馬して当選し、緑風会に所属して参議院議員に1期在任した。日本酒造協会相談役、日本酒造組合中央会相談役、焼酎酒造組合中央会相談役、宝酒造顧問、中央酒類審議会委員、慶應義塾評議員なども務めた。
1955年（昭和30年）春の褒章で酒類の改良品質向上や酒類業者団体要職に就いて発展に尽くしたとして藍綬褒章受章。1957年（昭和32年）10月、西宮市生活貸付資金として20万円寄付により1958年（昭和33年）9月6日に紺綬褒章受章。1964年（昭和39年）4月の春の叙勲で勲二等に叙され、瑞宝章を受章する。
1956年（昭和31年）4月、西宮酒造取締役会長、1964年（昭和39年）11月、同取締役社長に就任した。
1965年6月7日、欝血性心不全のため、東京都中央区銀座の菊地病院で死去した。同月11日、特旨を以て位記を追賜され、死没日付をもって従四位に叙された。

## 人物
伊藤は造り酒屋出身の池田勇人とは親友で、酒造業界幹部として池田を応援した。宗教は浄土宗。趣味は碁、旅行。住所は兵庫県西宮市鞍掛町。

## 著作
- 編『勝部如春斎伝 : 附百五十年祭記念遺墨展覽会出品目録』伊藤保平、1934年。
- 編『酒字集古』横山印刷、1958年。
- 佐々木久子制作『伊藤保平遺墨集』伊藤精三、1971年。

## 親族
伊藤家
- 祖母[5]
- 養父・米蔵（1861年 - ?、西宮酒造常務取締役）[17]
- 養母・かめ（1866年 - ?、兵庫、永井増吉の妹）[7][17]
- 妻・松枝（1892年 - ?、大阪、川原儀六の長女）[5][7]
- 三男[7]
- 娘[7]